# 懐風藻
『懐風藻』（かいふうそう）は、現存する最古の日本漢詩集。撰者不明の序文によれば、天平勝宝3年11月（751年12月10日 - 752年1月8日のどこか）に完成。

## 概要
奈良時代、天平勝宝3年（751年）の序文を持つ。編者は大友皇子の曾孫にあたる淡海三船と考える説が有力である、また他に石上宅嗣、藤原刷雄、等が擬されているが確証はない。
近江朝から奈良朝までの64人の作者による116首の詩を収めるが、序文には120とあり、現存する写本は原本と異なると想像されている。
作品のほとんどは五言詩で、七言詩はわずか7首であり、平安初期の勅撰3詩集が七言詩で占められているのと大きく異なる。
七言のなかに聯句が1首ある。五言のうち最多は八句の詩であり、四句がこれについで、十二句もまじっている。題目は宴会が最多で、遊覧、応詔がこれについでいる。
作者は、天皇をはじめ、大友・川島・大津などの皇子・諸王・諸臣・僧侶など。作風は中国大陸、ことに浮華な六朝詩の影響が大きいが、初唐の影響も見え始めている。
古代日本で漢詩が作られ始めるのは、当然大陸文化に連なろうとする律令国家へ歩みが反映されている。『懐風藻』の序文によれば、近江朝の安定した政治による平和が詩文の発達を促し、多くの作品を生んだという。
なお、『懐風藻』には『万葉集』に歌のない藤原不比等の漢詩が収められており、大伴家持は、『万葉集』に漢詩を残すものの、『懐風藻』には作品がない。大伴家持の「族をさとす歌」は、天平勝宝8歳に、淡海三船の讒言によって大伴古慈悲が出雲守を解任された時に詠まれたものである。

## 書名の由来
序文の最後に「余撰此文意者、為将不忘先哲遺風、故以懐風名之云爾」（私がこの漢詩集を撰んだ意図は、先哲の遺風を忘れないためであるので、懐風とこの書を命名した）とあり、先行する大詩人たちの遺「風」を「懐」かしむ詞「藻」集であることがわかる。
『懐風藻』完成の前年に死亡した詩人、石上乙麻呂の『銜悲藻』（散逸）を意識したものであるという説もある。

## 内容
| 作者               | 首数 | 作品 |
| ------------------ | ---- | --- |
| 大友皇子（伝記）   | 2首  | 五言侍宴一絶 五言述懐一絶 |
| 河島皇子（伝記）   | 1首  | 五言山斎一絶 |
| 大津皇子（伝記）   | 4首  | 五言春苑言宴一首 五言遊猟一首 七言述志（後人連句） 五言臨終一絶                                                                 |
| 釈智蔵（伝記）     | 2首  | 五言翫花鴬一首 五言秋日言志一首                                                                                                 |
| 葛野王（伝記）     | 2首  | 五言春日翫鴬梅一首 五言遊龍門山一首                                                                                             |
| 中臣大島           | 2首  | 五言詠孤松一首 五言山斎一絶 |
| 紀麻呂             | 1首  | 五言春日応詔一首 |
| 文武天皇           | 3首  | 五言詠月一首 五言述懐一首 五言詠雪一首                                                                                          |
| 大神高市麻呂       | 1首  | 五言従駕応詔一首 |
| 巨勢多益須         | 2首  | 五言春日応詔二首 |
| 犬上王             | 1首  | 五言遊覧山水一首 |
| 紀古麻呂           | 2首  | 七言望雪一首 五言得声清驚情四字一首                                                                                             |
| 美努浄麻呂         | 1首  | 五言春日応詔一首 |
| 紀末茂             | 1首  | 五言臨水観魚一首 |
| 釈弁正（伝記）     | 2首  | 五言与朝主人 五言在唐憶本郷一絶                                                                                                 |
| 調老人             | 1首  | 五言三月三日応詔一首 |
| 藤原史             | 5首  | 五言元日応詔一首 五言春日侍宴応詔一首 五言遊吉野二首 五言七夕一首                                                               |
| 荊助仁             | 1首  | 五言詠美人 |
| 刀利康嗣           | 1首  | 五言侍宴 |
| 伊予部馬養         | 1首  | 五言従駕応詔 |
| 大石王             | 1首  | 五言侍宴応詔 |
| 田辺百枝           | 1首  | 五言春苑応詔 |
| 大神安麻呂         | 1首  | 五言山斎言志 |
| 石川石足           | 1首  | 五言春苑応詔 |
| 山前王             | 1首  | 五言侍宴一首 |
| 采女比良夫         | 1首  | 五言春日侍宴応詔 |
| 安倍首名           | 1首  | 五言春日応詔 |
| 大伴旅人           | 1首  | 五言初春侍宴 |
| 中臣人足           | 2首  | 五言遊吉野宮（二首） |
| 大伴王             | 2首  | 五言従駕吉野宮応詔（二首） |
| 道首名             | 1首  | 五言秋宴一首 |
| 境部王             | 2首  | 五言宴長王宅一首 五言秋夜山池一首                                                                                               |
| 山田三方           | 3首  | 五言秋日於長王宅宴新羅客一首 並序 五言七夕一首 五言三月三日曲水宴一首                                                           |
| 息長臣足           | 1首  | 五言春日侍宴 |
| 吉智首             | 1首  | 五言七夕 |
| 黄文備             | 1首  | 五言春日侍宴 |
| 越智広江           | 1絶  | 五言述懐 |
| 春日蔵老           | 1首  | 五言述懐 |
| 背奈行文           | 2首  | 五言秋日於長王宅宴新羅客一首 賦得風字 五言上巳禊飲応詔                                                                          |
| 調古麻呂           | 1首  | 五言初秋於長王宅宴新羅客 |
| 刀利宣令           | 2首  | 五言秋日於長王宅宴新羅客一首 賦得稀字 五言賀五八年                                                                              |
| 下毛野虫麻呂       | 1首  | 五言秋日於長王宅宴新羅客 幷序賦得前字                                                                                           |
| 田中浄足           | 1首  | 五言晩秋於長王宅宴 |
| 長屋王             | 3首  | 五言元日宴応詔 五言於宝宅宴新羅客一首 賦得烟字 五言初春於作宝楼置酒                                                             |
| 安倍広庭           | 2首  | 五言春日侍宴 五言秋日於長王宅宴新羅客 賦得流字                                                                                  |
| 紀男人             | 3首  | 七言遊吉野川 五言扈従吉野宮 五言七夕                                                                                            |
| 百済和麻呂         | 3首  | 五言初春於左僕射長王宅讌 五言七夕 五言秋日於長王宅宴新羅客 賦得時字                                                             |
| 守部大隅           | 1首  | 五言侍宴 |
| 吉田宜             | 2首  | 五言秋日於長王宅宴新羅客 賦得秋字 五言従駕吉野宮                                                                                |
| 箭集虫麻呂         | 2首  | 五言侍讌 五言春於左僕射長王宅宴                                                                                                 |
| 大津首             | 2首  | 五言和藤原太政遊吉野川之作 仍用前韻 五言春日於左僕射長王宅宴                                                                    |
| 藤原総前           | 3首  | 五言七夕 五言秋日於長王宅宴新羅客 賦得難字 五言侍宴一首                                                                         |
| 藤原宇合           | 6首  | 五言暮春曲水南池 幷序 七言在常陸贈倭判官留在京一首 幷序 七言秋日於左僕射長王宅宴 五言悲不遇 五言遊吉野川 五言奉西海道節度使之作 |
| 藤原万里           | 5首  | 五言暮春於第園地置酒 幷序 五言過神納言墟 五言中秋釈奠 五言遊吉野川                                                              |
| 丹墀広成           | 3首  | 五言遊吉野山 七言吉野之作 五言述懐                                                                                              |
| 高向諸足           | 1首  | 五言従駕吉野宮 |
| 釈道慈（伝記）     | 2首  | 五言在唐奉本国皇太子 五言初春在竹渓山寺於長王宅宴追致辞 幷序                                                                    |
| 麻田陽春           | 1首  | 五言和藤江守詠裨叡山先考之旧禅処柳樹之作                                                                                        |
| 塩屋古麻呂         | 1首  | 五言春日於左僕射長王宅宴 |
| 伊予古麻呂         | 1首  | 五言賀五八年宴 |
| 民黒人             | 2首  | 五言幽棲 五言独坐山中 |
| 釈道融（伝記）     | 5首  | （七言） 山中 |
| 石上乙麻呂（伝記） | 4首  | 五言飄寓南荒贈在京故友一首 五言贈椂公之遷任入京一首 五言贈旧識一首 五言秋夜閨情一首                                             |
| 葛井広成           | 2首  | 五言奉和藤太政佳野之作一首 仍用前韻四字 五言月夜坐河浜一絶                                                                      |
| 亡名氏             | 1首  | 五言歎老 |

- 「（伝記）」は伝記がついていることを示す
- 「日本古典全集」, 国立国会図書館デジタルコレクションと東京大学デジタルアーカイブポータルを基に作成

## 伝本
写本は30点以上の現存が確認されているが、長久2年（1041年）に惟宗孝言が書写し、その後蓮華王院の宝蔵に埋もれていた同写本を康永元年（1342年）に転写した旨の奥書を共通して持っており、現存する写本が長久2年の惟宗孝言書写本を共通の祖本としているとされる。

## 関連文献

### 本文
- 塙保己一編 『群書類従』第8輯（装束部 文筆部, 第1）改訂3版 続群書類従完成会、1960年
  - 塙保己一編 『群書類従』第8輯（装束部 文筆部, 第1） 八木書店 古書出版部、2013年、ISBN 9784840631198 - オンデマンド版
- 小島憲之校注 『懐風藻　文華秀麗集　本朝文粋』（日本古典文学大系, 69） 岩波書店、1964年、ISBN 9784000600699
- 江口孝夫訳注 『懐風藻』 講談社〈講談社学術文庫〉、2000年、ISBN 9784061594524
- 土佐朋子編著 『校本懐風藻』（新典社研究叢書, 335） 新典社、2021年、ISBN 9784787943354

### 註釈
- 澤田總清著 『懷風藻註釋』 大岡山書店、1933年
  - 澤田總清著 『懷風藻註釋』 パルトス社、1990年 - 復刻版
- 林古渓著 ; 林大編 『懐風藻新註』 明治書院、1958年
  - 林古渓著 ; 林大編 『懐風藻新註』 パルトス社、1996年 - 復刻版
- 辰巳正明著 『懐風藻全注釈』 笠間書院、2012年、ISBN 9784305705976
  - 辰巳正明著 『懐風藻全注釈』 花鳥社、2021年、ISBN 9784909832436 - 新訂増補版

### 研究
- 大野保著 『懐風藻の研究 : 本文批判と注釈研究』 三省堂、1957年
- 辰巳正明編 『懐風藻漢字索引』 新典社、1978年
- 辰巳正明編 『懐風藻 : 漢字文化圏の中の日本古代漢詩』（上代文学会研究叢書） 笠間書院、2000年、ISBN 9784305601629
- 辰巳正明編 『懐風藻 : 日本的自然観はどのように成立したか』 笠間書院、2008年、ISBN 9784305703804
- 辰巳正明著 『懐風藻 : 古代日本漢詩を読む』 新典社、2019年、ISBN 9784787906465
- 川上萌実著 『懐風藻の詩と文』 汲古書院、2023年、ISBN 9784762936838